# Samsung Gear 2
Le Samsung Gear 2 est une montre intelligente développée par Samsung Electronics.
Elle a été présentée lors du Mobile World Congress 2014 de Barcelone.
Son système d'exploitation n'est plus Android comme sur sa prédécesseur la Galaxy Gear, mais sous Tizen. Elle dispose d'un processeur Exynos et a été lancée en avril 2014.

## Présentation
La Samsung Gear 2 se décline en deux versions, l'une nommée Gear 2 qui inclut un capteur appareil photo de 2 millions de pixels avec auto-focus pouvant faire des vidéos en 720p, et l'autre dite Néo ou Lite (voir Light pour le marché français) qui n'a pas d'appareil photo.
La Samsung Gear 2 est vendu en France depuis le 11 avril pour 199€ pour la Gear 2 Lite.
Les deux montres se tournent vers le domaine de la santé avec des applications dédiées et elles intègrent un capteur de fréquence cardiaque.
Elles possèdent un écran de 1,63 pouces AMOLED et sont certifiées de la norme IP67. Elles peuvent être toutes les deux connectées par Bluetooth à un téléphone portable, la connexion permettant plus de fonctionnalités si le téléphone en question tourne sous Android, Tizen ou un dérivé, au mieux appartenant à la gamme Galaxy de Samsung et récent.